# Myriam Bustos Arratia
Myriam Bustos Arratia (n. Santiago de Chile, 3 agosto 1933) es una escritora, ensayista, crítica literaria  chilena. Tanto su padre psiquiatra como su madre eran grandes lectores y escribían también, esta valoración familiar por la cultura, la motivó a inclinarse por la literatura. 
Se ha especializado en los cuentos cortos, donde se destaca por su destreza en la creación de los finales.
Es Miembro de la Academia Chilena de la Lengua. No solo ha sido una prolífica narradora, sino que también ha escrito libros sobre la enseñanza del castellano.

## Distinciones
- Premio Teófilo Cid
- Premio de Cuentos Gabriela Mistral
- Premio municipalidad de Santiago de Chile
- Premio Concurso Internacional de Novela, Venezuela.

## Obras
- Las otras personas y algunos más (1973)
- Tribilín prohibido y otras vedas (1978)
- Que Dios protege a los malos (1978)
- Del Mapocho y del Virilla (1981)
- Tres novelas breves (1983)
- Rechazo de la rosa (1984)
- Reiterándome (1988),
- El regreso de O.R. (1993)
- Cuentas, cuentos y descuentos (1995)
- Cuentos para almas diáfanas (1995)
- Recuentos. Más cuentas, cuentos y descuentos (1996)